# Loi de Young-Dupré
Pour les articles homonymes, voir Dupré.

Gouttes de différents liquides sur le même solide. A est peu mouillant sur ce solide (avec un grand angle de contact). C est plus mouillant (avec un angle de contact faible).

En physique, une goutte de liquide posée sur un solide peut être plus ou moins ronde ou plate. Dans une situation de mouillage partiel où le paramètre d'étalement est négatif, la loi de Young-Dupré donne l'expression de l'angle de contact statique (voir le schéma) d'une goutte liquide déposée sur un substrat solide, en équilibre avec une phase vapeur :
{\displaystyle \cos \theta ={\frac {\gamma _{SV}-\gamma _{SL}}{\gamma _{LV}}}}
où :
{\displaystyle \gamma _{SV}}, {\displaystyle \gamma _{SL}} et {\displaystyle \gamma _{LV}} désignent respectivement la tension superficielle des interfaces solide/vapeur, solide/liquide et liquide/vapeur.
Cette loi théorique n'est cependant observée qu'avec des solides parfaits.

## Angle de contact et qualité de mouillage
Un angle de contact faible (goutte très plate) constitue une situation de bon mouillage. À la limite où l'angle devient nul (et au-delà, lorsque le paramètre d'étalement devient positif), le mouillage est dit total.
À l'inverse, lorsque l'angle de contact est grand (goutte formant une sphère plus complète), on parle de mauvais mouillage, jusqu'à la limite de mouillage nul (voir l'effet lotus et les matériaux superhydrophobes).

## Loi de Young-Dupré pour l'angle de contact

Goutte de liquide sur une surface solide idéale (situation de mouillage partiel. L'angle entre la surface fluide et la surface solide est appelé angle de contact.

### Justification de la loi de Young-Dupré
Les trois tensions associées aux trois interfaces doivent s'équilibrer pour que la ligne triple, encore appelée ligne de contact, soit à l'arrêt. La somme vectorielle des trois tensions est donc en principe nulle. La projection de cette somme vectorielle dans le plan de la paroi solide constitue justement la loi de Young-Dupré, puisque la tension liquide-vapeur {\displaystyle \gamma _{LV}} se projette alors avec le coefficient {\displaystyle \cos \theta }.

### Équilibre de la ligne de contact
Si l'angle de contact s'écarte de la valeur donnée par la loi de Young-Dupré, la somme vectorielle des trois tensions contient une composante dans le plan de la paroi. Cette composante a alors tendance à faire se mouvoir la ligne de contact, qui n'est donc pas à l'équilibre.
En réalité, l'angle de contact peut se situer dans une certaine plage autour de l'angle calculé par la loi de Young-Dupré sans que la ligne se déplace. C'est ce qu'on appelle l'hystérèse de l'angle de contact. Elle est la conséquence, entre autres, de la rugosité de la surface solide.
L’angle de contact de Young à l'équilibre, en soi est physiquement difficile à mesurer ; cependant, pour une surface parfaitement lisse, l'hystérèse de l'angle de contact et l’angle de contact de Young à l'équilibre sont reliés à travers une relation algébrique (voir « Angle de contact »).

### Force normale au plan de la paroi
Même lorsque l'angle de contact est bien donné par la loi de Young-Dupré, la somme vectorielle des trois tensions superficielles comporte, bizarrement, une composante perpendiculaire au plan de la paroi solide. Celle-ci ne donne pas lieu à un déplacement de la ligne de contact, puisqu'un tel déplacement se produirait dans le plan. En fait, cette force est compensée par une traction exercée par le solide sur la ligne de contact. Bien sûr, comme la tension perpendiculaire est concentrée sur une ligne, elle est très intense : il est probable que, très localement, le solide soit en réalité déformé sur une très petite largeur de part et d'autre de la ligne de contact.

## Limites
Lorsque la quantité {\displaystyle {\frac {\gamma _{SV}-\gamma _{SL}}{\gamma _{LV}}}} n'est pas comprise entre -1 et +1, il n'existe plus d'angle de contact {\displaystyle \theta } qui satisfasse la loi de Young-Dupré ci-dessus : on n'est plus dans une situation de mouillage partiel.
Dans ce cas, le paramètre d'étalement du liquide ou celui du gaz devient positif, et l'on a mouillage total du liquide sur le solide (film de liquide) ou du gaz sur le solide (film de gaz entre le solide et le liquide).